# Lancha de fiscalização

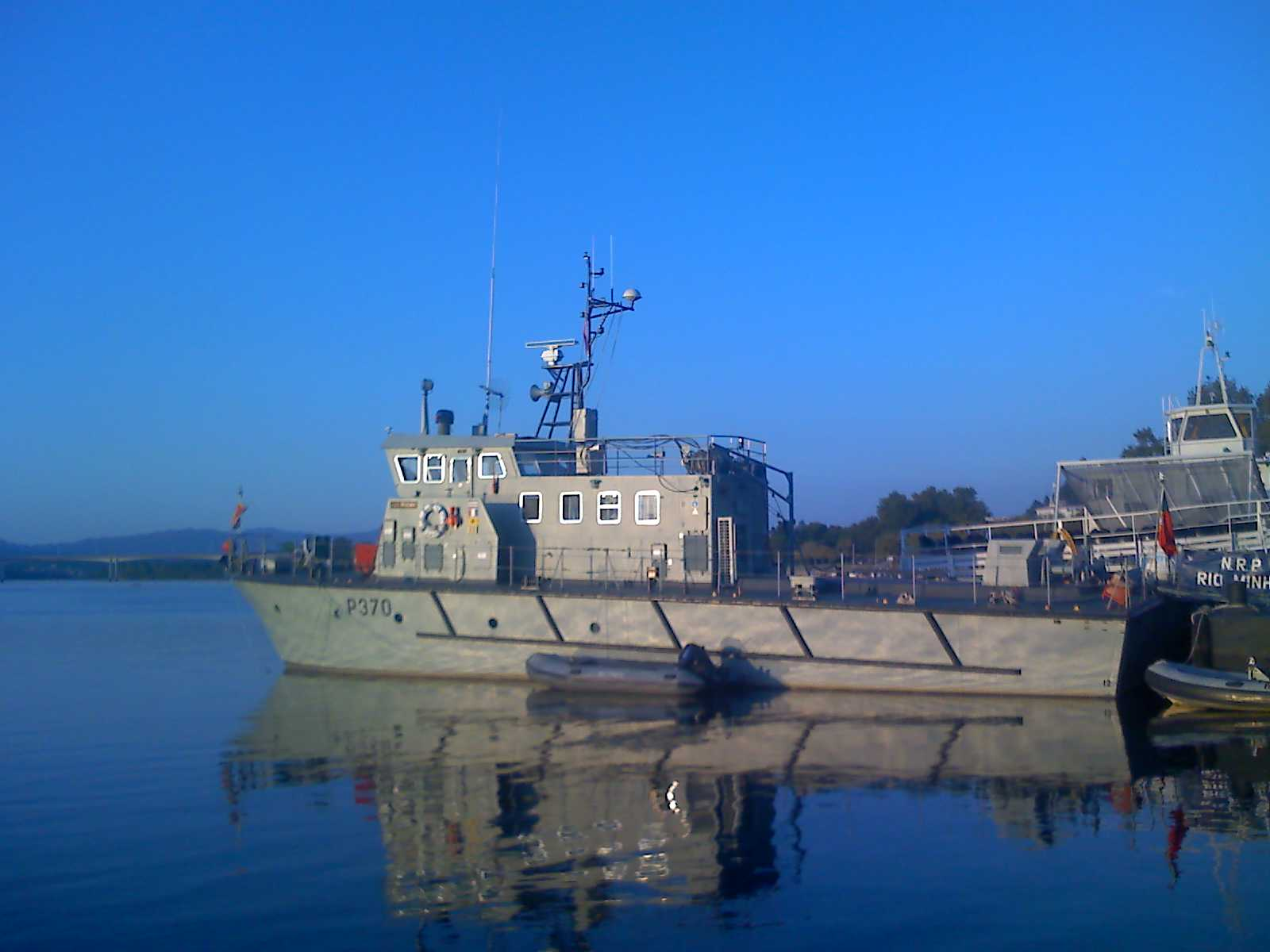
Lancha de fiscalização ribeirinha NRP Rio Minho.

Na Marinha Portuguesa são classificadas como lanchas de fiscalização as embarcações rápidas de patrulha, com deslocamento inferior a 300 toneladas, normalmente armadas com metralhadoras ou peças de calibre inferior a 40 mm. Parte das lanchas de fiscalização empregues na Guerra do Ultramar estava também armada com lança-foguetes.
Na década de 1960, as lanchas de fiscalização foram divididas em dois subtipos:
1. Lancha de fiscalização grande (LFG);
2. Lancha de fiscalização pequena (LGP).

As LFG eram constituídas pela Classe Argos (1963) de 210 toneladas de deslocamento. Originalmente a Classe Cacine, de 310 toneladas, também foi considerada LFG, sendo depois reclassificada como navio-patrulha.
As LFP incluiam muitos tipos e classes, incluindo as Antares, Bellatrix, Júpiter e Albatroz, com deslocamentos entre 18 e 70 toneladas.
Na Guerra do Ultramar, as Lanchas de Fiscalização da Marinha Portuguesa foram parte muito importante nas acções de combate sobretudo nos rios da Guiné-Bissau e no Lago Niassa em Moçambique.
Actualmente, a Marinha Portuguesa, além da antiga Classe Albatroz, utiliza lanchas de fiscalização das classes Argos (1991), Centauro e Rio Minho. A separação entre LFG e LFP caiu em desuso, sendo agora mais usual classificar as lanchas conforme o ambiente de actuação:
1. Lancha de fiscalização ribeirinha (LFR);
2. Lancha de fiscalização costeira (LFC).